# Strafrecht (Vereinigte Staaten)
Als Strafrecht (englisch criminal law) bezeichnet man im Recht der Vereinigten Staaten ein Rechtsgebiet, „das Straftaten [(engl. crime, offense)] gegen die Gemeinschaft als Ganze definiert, bestimmt, wie gegen Verdächtige ermittelt, wie sie angeklagt, wie gegen sie verhandelt wird und welche Strafen gegen Verurteilte verhängt werden.“

## Crime(‚Straftat‘) als Kernbestand des Strafrechts
Als crime bezeichnet das US-amerikanische Recht „ein direkt oder indirekt die Allgemeinheit betreffendes Unrecht, denen der Staat mit bestimmten Strafen und Sanktionen begegnet und die er in eigenem Namen im sog. ‚Strafverfahren‘ [(engl. criminal proceeding)] verfolgt.“ Die Bezeichnung offense gilt oftmals, aber nicht immer, als Synonym für crime. Ein crime setzt sich aus actus reus, mens rea und Kausalität zusammen. Straftaten können daneben oftmals auch zivilrechtliche Folgen im tort law haben. Als Zwecke des Strafrechts gelten Abschreckung, Resozialisierung und Vergeltung.
Strafbare Handlungen entstehen aus common law. Ist eine Handlung nicht nach common law strafbar, kann sie nur strafbar sein, wenn sie durch ein – grundsätzlich zum Zeitpunkt der Straftat geltendes – Gesetz (statute) oder die Verfassung für strafbar erklärt wird.
Das Strafrecht der Vereinigten Staaten fällt prinzipiell in die Gesetzgebungskompetenz der Bundesstaaten. Eine Zusammenfassung der wichtigsten strafrechtlichen Definitionen enthält der Model Penal Code; er ist indessen keinesfalls eine Kodifizierung, sondern lediglich eine Auslegungshilfe. Dagegen regelt der United States Code unter Titel 18 das Strafrecht für Straftaten, die in die Gesetzgebungskompetenz des Bundes fallen.

### Mens rea(schuldiger Geist)
Die verschiedenen Vorsatzformen der mens rea nach common law sind:
- specific intent bedeutet, eine Handlung in einer bestimmten Absicht zu begehen. Specific intent ist nicht für alle Straftaten erforderlich, sondern  nur für sog. crimes of specific intent. Diese sind: solicitation, attempt, conspiracy, assault, larceny, robbery, burglary, forgery, false pretenses, embezzlement und first degree premeditated murder;
- malice (~ Böswilligkeit) bezeichnet die rücksichtslose (reckless) Missachtung einer offensichtlichen oder hohen Gefahr eines bestimmten schädigenden Taterfolgs (particular harmful result). Malice ist für common law murder und arson (~ Brandstiftung) erforderlich.
- general intent.

In § 2.02 Model Penal Code wurden diese klassischen Vorsatzformen aufgegeben. Die Vorsatzformen des MPC sind:
purposelynach § 2.02 (a) MPC "handelt [eine Person] vorsätzlich [(purposely)] in Bezug auf ein wesentliches Element einer Straftat, wenn:
(I) falls das Element mit der Art ihres Verhaltens oder einem Ergebnis davon zu tun hat, es ihr bewusstes [(conscious)] Ziel ist, sich in dieser Art zu verhalten oder ein solches Ergebnis zu verursachen; und
(II) falls das Element die begleitenden Umstände betrifft, sie sich der Existenz dieser Umstände bewusst ist, oder sie glaubt oder hofft, dass sie existieren."
knowinglynach § 2.02 (b) MPC "handelt [eine Person] wissentlich [(knowingly)] in Bezug auf ein wesentliches Element einer Straftat, wenn:
(i) falls das Element die Art ihres Fehlverhaltens oder die damit verbundenen Umstände betrifft, sie sich bewusst ist, dass ihr Verhalten dieser Art ist oder dass solche Umstände vorliegen, und
(ii) falls das Element ein Ergebnis seines Verhaltens ist, sie sich bewusst ist, dass es praktisch sicher ist, dass ihr Verhalten ein derartiges Ergebnis verursachen wird."
recklesslynach § 2.02(c) MPC "handelt [eine Person] rücksichtslos [(recklessly)] in Bezug auf ein wesentliches Element einer Straftat, wenn sie bewusst eine erhebliche und nicht zu rechtfertigende Gefahr in Bezug darauf missachtet, dass das wesentliche Element existiert oder sich aus ihrem Verhalten ergibt."
negligentlynach § 2.02(d) MPC "handelt [eine Person] fahrlässig in Bezug auf ein wesentliches Element einer Straftat, wenn sie sich einer erheblichen und nicht zu rechtfertigenden Gefahr darüber bewusst sein sollte, dass das wesentliche Element existiert oder sich aus ihrem Verhalten ergeben wird."

### Defenses(Verteidigungseinwendungen)
Das US-Strafrecht unterscheidet nicht in derselben Weise wie beispielsweise das deutsche Strafrecht zwischen Rechtfertigung und Entschuldigung. Vielmehr betrachtet es diese beiden prozessual als Verteidigungseinwendungen (defenses). Hierzu zählen:
- insanity (Geisteskrankheit)
- intoxication (Berauschtheit)
- self-defence (Selbstverteidigung)
- necessity (~ Notstand)
- duress (Zwang)
- mistake (Irrtum)
- entrapment (Provokation durch die Strafverfolgungsbehörden).

## Einzelne Straftaten
Als sog. inchoate offenses (~ unvollständige Straftaten) sind solicitation (~ Anstiftung), conspiracy (~ Verschwörung) und attempt (~ Versuch) anerkannt. Inchoate offenses können nur in Bezug auf eine vollendete Straftat begangen werden. Die Verschwörung (conspiracy) umfasst eine Vereinbarung zwischen zwei oder mehr Personen, die Absicht, eine Vereinbarung zu treffen und die Absicht, das Ziel der Verschwörungsvereinbarung zu erreichen; die meisten Bundesstaaten fordern zusätzlich eine offenkundige Förderungshandlung. Alle Verschwörer sind für alle Straftaten anderer Verschwörer strafbar, wenn deren Straftaten vorhersehbar waren und die die Verschwörung gefördert haben.
Die wichtigsten Straftaten nach fortgeltendem englischen common law sind:
MordWiderrechtliches Töten eines anderen Menschen mit malice aforethought. Malice aforethought bezeichnet den Vorsatz entweder zu Töten oder serious bodily harm (~ schwere Körperverletzung) zu begehen oder mit reckless indifference to a unjustifiably high risk to human life (~ rücksichtslose Gleichgültigkeit gegenüber einer Gefahr für menschliches Leben, sog. depraved heart murder) oder im Rahmen einer felony (~ Mord im Rahmen eines anderen Verbrechens). Hat das Opfer den Täter provoziert, reduziert sich die Tat von Mord zu voluntary manslaughter.
TotschlagDer manslaughter existiert in zwei Varianten; als voluntary und involuntary manslaughter. Involuntary manslaughter ist die Tötung eines anderen aus negligence (~ Fahrlässigkeit) oder im Rahmen eines misdemeanors (~ Vergehen).
Batterybezeichnet die rechtswidrige Anwendung von Gewalt gegen einen anderen mit der Folge einer Körperverletzung (bodily injury) oder einer verletzenden Berührung (offensive touching).
AssaultAssault im strafrechtlichen Sinne bezeichnet den Vorsatz (intent) eine battery zu begehen oder vorsätzlich (intentional) die begründete Besorgnis im Bewusstsein (mind) des Opfers zu schaffen, dass eine unmittelbare Körperverletzung (bodily harm) bevorsteht.
False imprisonmentFalse imprisonment besteht aus dem widerrechtlichen Einsperren (confinement) einer Person ohne deren wirksame Zustimmung (consent).
KidnappingJedes Wegbringen (movement) oder jedes Verstecken (concealment) des Opfers an einem "geheimen" Ort.
RapeJegliches Eindringen des männlichen Geschlechtsorgans in das weibliche Geschlechtsorgan ohne die wirksame Einwilligung des Opfers (traditionell: außerhalb der Ehe, diese Einschränkung haben die meisten Staaten aufgegeben).
LarcenyDie Elemente einer larceny sind Wegnahme und Wegtragen (asportation) des körperlichen persönlichen Eigentums (property) eines anderen durch trespass in der Absicht, den anderen dauerhaft oder vorübergehend seines interest (d. h. nicht des title wie bei den false pretenses) zu berauben.
EmbezzlementEmbezzlement besteht aus dem betrügerischen, unrechtmäßigen Besitzentzug (conversion) von persönlichem Eigentum (property) an Fahrnis eines anderen durch einen Täter, der rechtmäßigen Besitz an diesem Eigentumsgegenstand (property) innehat.
False PretensesDie Elemente der false pretenses sind Erlangung des title am Eigentum (property) eines anderen durch vorsätzliche (intentional) Falschangabe vergangener oder gegenwärtiger Tatsachen in der Absicht (intent), den anderen zu betrügen.
Robbery
Receipt of Stolen Property
TheftDiebstahl (theft) ist keine eigenständige Straftat. Der MPC fasst unter dieser Bezeichnung false pretenses, embezzlement, receipt of stolen goods und larceny zusammen.
BurglaryEinbrechen (breaking) und Eindringen (entry) in die Behausung eines anderen zur Nachtzeit in der Absicht (intent), dort ein Verbrechen (felony) zu begehen.
ArsonJede bösartige (malicious) Brandlegung an der Behausung eines anderen.
Statutory offenses sind beispielsweise:
- Sex trafficking